# هاله سیاه
| بررسی انتقادی | بررسی انتقادی |
| منبع          | رتبه‌بندی      |
| ------------- | ------------- |
| آل‌میوزیک      | [ ۳ ]         |

هاله سیاه (به انگلیسی: The Black Halo) هفتمین آلبوم استودیویی گروه متال آمریکایی کملوت است که در ۱۵ مارس ۲۰۰۵ توسط شرکت نشر موسیقی استیمهمر رکوردز منتشر شد. این آلبوم دومین آلبوم مفهومی گروه و ادامه و پایانی است بر آلبوم اپیکا که  پیش از این منتشر شده بود. هر دو آلبوم برداشتی آزاد از داستان فاوست اثر گوته است.

## شخصیت‌ها
- آریل (روی خان)
- مفیستو (شگرث)
- مارگریت (سیمونه سیمونس)
- هلنا (مری یانگ‌بلاد)

## داستان
آریل پس از مرگ هلنا و مقصردانستن خود در این باره دچار اندوه و ضعف اراده شده است و مفیستو مارگریت را که دختری زیبارو و شبیه به هلنا است بر او عرضه داشته و راه را برای اغواگری‌های او هموار می‌سازد. آریل در دام مفیستو می‌افتد و او بار دیگر اختیار آریل را در دست می‌گیرد. آریل و مارگریت با یکدیگر در بسترند که آریل ناگهان درمی‌یابد دختری که با او خوابیده است هلنا نیست. او که بار دیگر مرگ هلنا را به یاد آورده است دچار غم و اندوه می‌شود. آریل به مارگریت می‌گوید که گمان می‌برده او همان هلنا است و از آنجا که آریل تنها به هلنا عشق می‌ورزد بهتر است که مارگریت او را فراموش کند. او سپس مارگاریت را ترک می‌کند و از آنجا خارج می‌شود.
آریل که ذهنش بار دیگر مشغول این مسئله شده که چرا باید او که با نیتی نیک و تنها در جستجوی یافتن حقیقت نهایی پای در این سفر نهاده با چنین دشواری‌هایی روبه‌رو شود به این نتیجه می‌رسد که امکان ندارد او پاسخش را در این جهان بیابد و حقیقت نهایی باید جایی در بهشت باشد. اما او گناهانی را که انجام داده و معامله‌ای که با مفیستو کرده است را به یاد می‌آورد و درمی‌یابد که دیگر هرگز نمی‌تواند به بهشت وارد شود. در این زمان است که آریل درمی‌یابد چقدر تنها است پس با ناامیدی خدا را صدا زده و از شهر خارج می‌شود. او در سرگردانی خود می‌فهمد که سرچشمهٔ تمامی این درد و رنج‌ها خود اوست  و اینکه دیگر امکان توبه برای او وجود ندارد. پس بار دیگر به پیش مفیستو باز می‌گردد. مهتاب است و آریل در بیرون از قلعهٔ مفیستو به این می‌اندیشد که که آیا چیزی جز مرگ و تباهی در انتظارش خواهد بود؟ او که دیگر اینک از تاریکی نمی‌هراسد مفیستو را به چالش کشیده و او را دروغگو و خائن خطاب می‌کند. آریل بار دیگر پای در جادهٔ راستی می‌گذارد گرچه شاید دیگر برای رهایی از لعنت ابدی خیلی دیر شده باشد. او می‌فهمد که هر انسانی در طول زندگیش همچون او با پرسش‌هایی از این دست روبه‌رو می‌شود و ناگهان درمی‌یابد که «عشق» همان حقیقت جهانی است.
با فهمیدن این موضوع آریل به همان لذتی می‌رسد که در شرط خود با مفیستو برای گرفتن روحش مطرح کرده بود و روحش شروع به خروج از جسمش می‌کند. در این زمان او به این می‌اندیشد که حتی یافتن این حقیقت نیز نمی‌تواند باعث خوشنودی او در این جهان باشد چرا که مرگ در پایان به سراغ انسان می‌آید و درمی‌یابد هیچ انسانی کاملاً خوب یا بد نیست و اینکه این انسان است که مسیر سرنوشتش را تعیین کرده و به آن معنا می‌بخشد. روح آریل اینک کاملاً از بدن او خارج شده اما در اختیار مفیستو قرار نمی‌گیرد. هلنا از خدواند برای آریل تقاضای شفاعت کرده و از آنجا که آریل حتی با وجود آگاهی از لعن ابدی از شیطان دوری گزیده روح او آمرزیده شده است. روح آریل به بهشت صعود می‌کند و در کنار هلنا قرار می‌گیرد و مفیستو که شرطش با خدا را باخته برای همیشه محکوم به ماندن در جهنم می‌شود. در پایان معلوم می‌شود که این داستان در اصل نمایشی بود که به مناسب جشن سال نو بر روی صحنه برده شده بود.

## فهرست آهنگ‌ها
آلبوم هالهٔ سیاه دارای ۱۴ قطعه به شرح زیر است:
| شماره | نام                                                                       | مدت   |
| ----- | ------------------------------------------------------------------------- | ----- |
| ۱.    | «March of Mephisto» (با حضور شگرث در نقش مفیستو)                          | ۰۵:۲۸ |
| ۲.    | «When the Lights Are Down»                                                | ۰۳:۴۱ |
| ۳.    | «The Haunting (Somewhere in Time)» (با حضور سیمونه سیمونس در نقش مارگریت) | ۰۵:۴۰ |
| ۴.    | «Soul Society» (با صدای آنلیس یانگ‌بلاد)                                   | ۰۴:۱۷ |
| ۵.    | «Interlude I: Dei Gratia»                                                 | ۰۰:۵۷ |
| ۶.    | «Abandoned» (با صدای مری یانگ‌بلاد)                                        | ۰۴:۰۷ |
| ۷.    | «This Pain»                                                               | ۰۳:۵۹ |
| ۸.    | «Moonlight»                                                               | ۰۵:۱۰ |
| ۹.    | «Interlude II: Un Assassinio Molto Silenzioso» (با صدای چینزیا ریتزو)     | ۰۰:۴۰ |
| ۱۰.   | «The Black Halo»                                                          | ۰۳:۴۳ |
| ۱۱.   | «Nothing Ever Dies»                                                       | ۰۴:۴۵ |
| ۱۲.   | «Memento Mori» (با صدای مری یانگ‌بلاد و شگرث)                              | ۰۸:۵۴ |
| ۱۳.   | «Interlude III: Midnight - Twelve Tolls for a New Day»                    | ۰۱:۲۱ |
| ۱۴.   | «Serenade»                                                                | ۰۴:۳۳ |

## اعضا
اصلی
- روی خان - خواننده
- تامس یانگ‌بلاد – گیتار
- گلن بری – گیتار بیس
- کیسی گریلو – درام

مهمان
- شگرث (از گروه دیمو بورگیر) – خواننده (در نقش مفیستو)
- سیمونه سیمونس (از گروه اپیکا) – خواننده (در نقش مارگریت)
- مری یانگ بلاد – خواننده (در نقش هلنا)
- آنلیس یانگ‌بلاد – خواننده (در نقش آلنای کودک)
- چینزیا ریتزو – خواننده (در نقش خوانندهٔ کاباره)
- ساشا پیت – گیتار، مسترینگ
- میرو – کیبورد، تنظیم برای ارکستر
- ارکستر سمفونی رودنبرگ
- ینس یوهانسون – سولوی کیبرد در قطعات ۱ و ۲

دیگر
- درک «داج» گورس - طراحی جلد آلبوم